# Debate para as eleições presidenciais portuguesas de 1976
Para as eleições presidenciais portuguesas de 1976 houve apenas um debate, que foi realizado a 9 de junho de 1976 entre os candidatos à presidência da república de Portugal em 1976: o general António Ramalho Eanes (apoiado pelo PS, PPD/PSD, CDS e PCTP), o general Otelo Saraiva de Carvalho (apoiado pela UDP, MES, FSP e PRP), o Capitão-de-mar-e-guerra José Pinheiro de Azevedo (candidato independente) e o dirigente comunista Octávio Pato (apoiado pelo PCP).

## Cronologia
Houve apenas um debate para as eleições presidenciais 1976, transmitido pela RTP1.

### Intervenientes
- António Ramalho Eanes (PS, PPD, CDS, PCTP)
- Otelo Saraiva de Carvalho (UDP, MES, FSP, PRP)
- José Pinheiro de Azevedo (candidato independente)
- Octávio Pato (PCP)

| Data       | Intervenientes                                                               | Moderador(es)  | Canal | Audiências |
| ---------- | ---------------------------------------------------------------------------- | -------------- | ----- | ---------- |
| 9 de Junho | Otelo Saraiva de Carvalho, Octávio Pato, Ramalho Eanes e Pinheiro de Azevedo | Joaquim Letria | RTP1  | -          |